# Symfonie nr. 7 (Nordgren)
Pehr Henrik Nordgren voltooide zijn Symfonie nr. 7 opus 124 in 2003.
Nordgren schreef het werk op verzoek van het Turku Philharmonisch Orkest dat als eerste gastdirigent Juha Kangas had. Kangas was toen al jaren bevriend met Nordgren. Het verzoek voor het werk kwam omdat genoemde dirigent en orkest een avondvullend concert aan hem wilden wijden. Zij waren dan ook de combinatie die de première van dit werk verzorgde op dat concert op 22 januari 2004.
Nordgren schreef, aldus collegacomponist Kalevi Aho, een eendelige symfonie, waarbij zijn leven aan hem voorbij trok. Tijdens de opleiding tot componist kreeg Nordgren allerlei muziekinvloeden te verwerken, die hij in dit werk combineerde, zonder dat het programmamuziek werd. In het werk zijn bijvoorbeeld chromatiek, tonaliteit, dodecafonie, Finse volksmuziek en zelfs muziek uit Andalusië is te horen. Dat laatste pakte Nordgren op tijdens zijn lessen bij violist Georg Rastenberg sr. De Japanse invloeden zijn terug te vinden in een (beperkt) aantal stukjes Japanse ritmiek. De invloed van Nordgrens grote voorbeeld Dmitri Sjostakovitsj is terug te vinden in de opbouw. Secties met de klassieke muziek uit de 20e eeuw worden afgewisseld met de volksmuziek. De basisthema's voor deze zevende symfonie zijn een Finse polka uit de verzameling Äldre dansmelodier van Otto Anderson en het DSCH-motief een kleine secunde getransponeerd tot Es-Fes-Des-C.  
De muziek begint met een legato inleiding waarbij diverse melodieën als een cluster op elkaar zijn gestapeld. De muziek kent daarbij een redelijk traag tempo. Na zes minuten is voor het eerst het DSCH-motief te horen en wel in de harppartij. De harp zal dit motief meerdere keren al dan niet begeleid door gestemd percussie te horen brengen. Het betekent een afsluiting van het stukje muziek ervoor en een overgang naar het volgende. Al snel wordt dat motief gevolgd door de wilde polka. De eerste keer als het ten gehore wordt gebracht speelt het volledige orkest het, naarmate de symfonie vordert spelen delen van het orkest het. De harpist heeft als enige de bijzonderheid dat hij/zij de polka speelt, waarin het DSCH-motief is ingebouwd. De polka komt gedurende de symfonie tot rust, waarbij ook het tempo grondig wordt teruggedraaid; de laatste keer klinkt het als een begrafenismars.
Orkestratie:
- 3 dwarsfluiten (III ook piccolo), 3 hobo’s (III ook althobo), 3 klarinetten (II ook esklarinet, III ook basklarinet), 3 fagotten (III ook contrafagot)
- 4 hoorns, 3 trompetten, 3 trombones (III ook bastrombone), 1 tuba
- pauken, 5 man/vrouw percussie
- violen, altviolen, celli, contrabassen